# Make a Noise Foundation
Make a Noise Foundation (MANF) é uma organização sem fins lucrativos, sediada em Nashville, criada pelo guitarrista virtuoso estadunidense Steve Vai, e por Richard Pike, em 1988, cujo objetivo é fornecer instrumentos e financiamento para a educação musical para aqueles incapazes de exercer atividades ligadas à música devido aos limitados recursos financeiros.
Para financiar o projeto, Vai regularmente realiza leilões. Além disso, ele tem uma criação de abelhas em sua casa, e produz potes de mel que são vendidos nesta fundação.